# Цветајући дрен
Цветајући дрен (Cornus florida) је врста коју је први описао Лине у Species Plantarum 1: 117 (1753). Лине је аутор и имена рода, а назив је дат од латинске именице cornu = рог, због тврдог дрвета. Епитет врсте никако не треба доводити у везу са Флоридом, аиако од природе расте на северу ове америчке државе, већ са придевом floridus, -a, -um = цветајући, -а, -е. Назив у САД је Flowering dogwood (цветајуће псеће дрво) вероватно је настало због употребе код псеће шуге.

## Опис врсте
Листопадно, широко лоптасто ниско дрво или високи жбун; гајено достиже висину 3–6 m, а у неким деловима свог природног станишта 10–15 m са истом ширином. Често са више стабала од тла, понекад полегле, образују коренове  у додиру са земљиштем. Кора сива, плутаста са правоугаоним плочама ширине 0,5–1 cm, пореде је са кожом алигатора. Гранчице зелене, кестењасте или црвене, млади изданци брзо постају голи; лентицеле кестењасте надуте. Цветни пупољци су већи од лисних и препознатљивог облика до краја лета што цветајући глог чини лаким за детерминацију и разликовање од сличних врста (C. kousa), а истовремено је прелиминарна процена обилности цветања следеће године.
Листови наспрамни, јајасти, елиптични или широко овални; 8–15 cm дуги, 4–9 cm широки; заобљени или клинасти у основи, врх кратко извучен; тамнозелени са раштрканим длачицама адаксијално, чуперци усправних длака присутни у пазуху секундарних нерава; абаксијално блеђи, плавкасти, маљави; дршка дуга 3–20 mm. Секундарних лучних нерава 5-7 по уздужној половини листа, већина је на проксималној половини.
Полулоптасте цвасти пречника 1–2 cm, са 15–30 густо збијених цветова, окружене са 2 пара катафила у основи дршке цвасти; дршка 10–20 mm; 4 круницолике брактеје, које окружују и затварају цваст током зиме, беле или нијансиране црвеном бојом и са смеђим или белим задебљањем на угнутом врху, јајасте до обрнутосрцасте, 2–6 × 1–4,5 cm, граде инволукрум. Појединачни цветови хермафродитни, актиноморфни, четворочлани, сесилни, неупадљиви са длакавим, цевастим, светлозеленим хипантијумом; чашични листићи 0,5–0,8 mm, троугласти, тупи, светлозелени; круница кремаста или жутозелена, 3–4 mm; четири прашника алтернирају са круницом; филаменти беличасто зелени, дужине 2–2,5 mm; антере светложуте; тучак синкарпан, из две карпеле; плодник подцветан, билокуларни, овула 1 по окцу; стубић цилиндричан, зеленкаст, дуг 2 mm; жиг главичаст, зарубљен. Нектариферни диск на врху плодника. Цветање март–јун, пре или са листањем.
Плод је збирни од 2-7 коштуница, појединачни плодови глатки, сјајни, црвени, ређе жути, суви поцрне, густо збијени један до другог, јајасти до елипсоидни, округлог пресека, 13–18 × 6–9 mm, са тамносивом чашицом и стубићем на  врху, зоохорни. Мезокарп брашњав, танак. Коштица једно- или двосемена јајаста или елипсоидна, беличаста, одрвенела, 10–12 × 4–7 mm, глатка. Плодоноси септембра–октобра. Маса 1000 коштица је 100 g. Ексалбуминско семе садржи 18,3% угљених хидрата, 20,5% масти и 4,0% беланчевина у односу на суву масу. Клијање је епигеично.

## Ареал
Од природе цветајући дрен распрострањен је на истоку САД, са тежиштем ареала јужно од Масачусетса, мада на север иде до Онтарија, а јужно се срећу изоловане популације у Мексику. Јавља се у листопадним, мешовитим и боровим шумама од 0–2000 m над морем.

## Биоеколошке карактеристике
Најбоље расте на киселим земљиштима (pH 5,5-6,5) у лакој сенци, мада подноси и дубоку сенку, пре него претерано инсолирана станишта. Иако је врло издржљив према екстремној хладноћи, подноси до -29 °C, доста је осетљив на позне пролећне мразеве, а рани јесењи мразеви често доводе до измрзавања неодрвењених ткива. Зоне 5 до 9. Летална температура земљишта за коренов систем, при којој страда више од 50% корена је -6,7 °C. Негативне темпертуре током вегетације, као и суша физиолошки слабе биљку и чине је предиспонираном на болести и инсекте: пепелнице, антракнозе и ксилофагне инсекте. Осетљив на поплаве, и превише влаге у земљишту, посебно зими. Ако је на равномерно влажном, киселом, добро дренираном тлу и делимичној сенци, релативно је дуговечна врста. Када се узгаја на сунцу, круна је гушћа и губи типичан облик. Почиње да цвета и рађа од шесте године и плодоноси сваке или сваке друге године. Осетљив је на континуелну осветљеност у урбаним просторима, али добро подноси загађења флуоридима.

## Примена
Многи врло оправдано ову врсту сматрају аристократом међу високим цветнодекоративним жбуновима. У Европу, тачније у Енглеску, инродукована је почетком осамнаестог века, када се 1730. и 1739. среће у лондонским расадницима у Хокстону и Челсију. Гаји се у зеленим просторима широм умерених зона света због раскошног цветања, интересантне коре, која зими долази до изражаја, као и јесењег колорита када лист мења боју у сјајне нијансе црвене и гримизне.
Кора иситњена у прах служи као паста за зубе, црно мастило (када се помеша са феросулфатом) и као замена за кинин. Кора корена даје гримизну боју. Од тврдог зрнастог дрвета израђују се ткачки чункови, калеми, ручке за алат, маљеви, главе палица за голф... Плодови нису отровни, али за људску исхрану нису погодни због горког укуса и мало пулпе, али су важна храна бројним птицама, творовима, јеленима, зечевима и веверицама. Cornus florida је дрво држава Мисури и Вирџинија и државни цвет Северне Каролине.

## Размножавање

### Генеративно размножавање
Фактор екстракције је 17-41. Сетвени материјал, коштице, може да се чува у влажним условима 2-3 године. На променљивој температури (8 сати 30 °C и 16 сати 20 °C), у песку, за 60 дана исклија 35% зрна. После хладне стратификације од 120 дана на 5 °C. Третирање коштица 24 сата гиберелинском киселином скраћује дужину стратификације и повећава проценат исклијалих зрна. Дубина сетве је 3–4 cm.

### Вегетативно размножавање
Од аутовегетативних метода примењују се зелене резнице узете обично 4-6 недеља од пролиферације пупољака. Ожиљавају се у загрејаном супстрату (21 °C) од тресета и песка (2:1) уз претходни третман са 1% IBA, под мистом; ожили се преко 60% резница. После ожиљавања од 3-5 недеља ожиљенице се привикавају на услове спољашње средине и одрвењавају да би успешно презимеле. Често је овај процес успорен па је потребна посебна нега током њиховог презимљавања. Могу да се размноже и зрелим резницама у фебруару уз јачи третман са IBA (2%); као и положницама.
Цветајући дрен калеми се бочним спајањем на двогодишње подлоге основне форме (генеративне или вегетативне), у посудама, током јануара-фебруара. Cornus florida је добра подлога и за клонове неких врста дрена као Cornus kousa и C. nuttallii, као и за неке међуврсне клонове (Cornus ‘Apple Blossom’, C. ‘Eddies White Wonder’).

## Унутарврсни таксони
У природи се јавља неколоко унутарврсних таксона, од којих су најпознатији Cornus florida var. rubra и Cornus florida subsp. urbiniana. Са друге стране, бројне су селекције са белим, ружичастим или црвеним инволукрумом, има и оних са панашираним листовима, а најмање сорти специфичног хабитуса: висећих или патуљастих. Део клонова показује знатну отпорност према антракнози.

### Природни унутарврсни таксони
- Cornus florida subsp. urbiniana (Rose) Rickett (Syn: Cornus florida var. pringlei auctt.)
 ова мексичка подврста је полузимзелена и има мање цветова у цвасти; достиже 7 m. Листови плавкасто зелени. Брактеје цвасти су оштре и често су слепљене на врховима у облику кинеског фењера. У плодној скупини обично има само један до три релативно велика плода. У Мексику је распрострањена у државама Нови Леон и Веракруз у планинским шумама од 1.725 до 1.950 m над морем. Први ју је описао Мејер (F.G. Meyer ) 1948. године, а 1990-их тим у оквиру Yucca Do расадника створио је две селекције ‘Pringle’s White’ и ‘Pringle’s Blush’ и дао име у част Прингла (Cyrus Guernsey Pringle, 1838-1911) америчког ботаничара који је током 35 година каталогизирао биљке Северне Америке.
- Cornus florida f. rubra (West.) Schelle
 (Cornus florida var. rubra Weston, 1770; Basionym: Cornus florida f. rubra (Weston) E.J.Palmer et Steyerm., 1935) форма са брактејама црвене боје коју је први описао Вестон у Bot. Univ. 1: 73. 1770. године, као варијетет, позивајући се на примерке из природе са црвеним брактејама, о чијем постојању је био упознат из америчке литературе (или из Милеровог речника). У Европу је ову форму послао пејзажни архитекта Парсонс (Samuel B. Parsons Jr, 1844-1923) 1894. године (Rev. Hort., 1894, p. 500). Ова форма, висина 4–6 m, је извор свих клонова ружичастих и црвених сорти. Осетљивија је на ниске температуре и отвара се нешто касније од белих таксона, има јарку јесењу боју листова.[13]

### Клонови
- ‘Appalachian Blush’ показао се изванредним у огледима у Џорџији.
- ‘Appalachian Spring’ има беле брактеје цвасти које се не преклапају, тамно зелене листове, црвене у јесен и усправан хабитус, висине 6–9 m.
- Cherokee Brave™ (‘Comco No. 1’) један је од црвених клонова који формира црвенкасторужичасти инволукрум са белим центром. Нови листови бронзанозелени. Расте 6–8 m. у вис и ширину. Има добру отпорност на пепелницу.
- ‘Cherokee Chief’ је клон тамноцрвених брактеја цвасти, висине 4–6 m. Селекционисан у САД и патентиран 1958.
- ‘Cherokee Princess’ клон са белим инволукрумом, који рано улази у репродуктивну фазу и обилно цвета; гране усправне, витка круна, висина 4–6 m.
- Cherokee Sunset™ (‘Sunset’) има ружичастоцрвене врхове младих летораста чији листови са сазревањем постају зелени са широком неправилном маргином жуте боје која не гори током летњих врућина; јесења боја се креће од ружичасте преко црвене до љубичасте. Инволукрум црвен.
- ‘Cloud Nine’ издржљив клон, обилно цвета (инволукрум бео) од раних година.
- 'White Cloud' клон крембелих брактеја, обилног цветања; у расадницима САД од 1948.
- ‘First Lady’ има шарено жутозелено лишће и бео инволукрум цвасти.
- ‘Pluribracteata’ има удвојене беле приперке који трају дуже и отварају се касније од основне форме. Велики сјајни тамнозелени листови у јесен постају црвенољубичасти. Отпорнији је на пепелницу и антракнозу.
- Red Pygmy® (‘D-383-22’, ‘Rutnut’) образује бројне цвасти ружичастог инволукрума чак и у врло раним годинама. Генетски патуљак са лоптастим хабитусом, у зрелости висок 1,2-1,8 m.
- Spring Grove® (‘Grovflor’) има велике беле брактеје цвасти, широке 12 cm, често је са два или три терминална цветна пупољка и обилно плодоноси. Зелени листови постају црвенољубичасти у јесен. Ортета је  7 × 10 m у 45. години. Издржљив на ниске температуре; преживео -32 °C.
- ‘Spring Song’ сорта са брактejaма јарко ружичастоцрвене боје.
- ‘Pendula’ клон са висећим гранама синтетисан у Филаделфији 1880. године.

Део клонова је некада описан а не налази се више у производњи (†):
- ‘Rainbow’† клон са жутом лисном маргином.
- ‘Tricolor’† листови са рубним белоружичастим шаренилом. Јесења боја је врло упечатљива.
- ‘Pluribracteata’† клон са бројнијим брактејама различите величине у инволукруму. Биљку која је расла самоникло у Северној Каролини, описао је Редер (Rehder) 1926. године; она је размножена и дистрибуирана као клон.[14]